# Bentheuphausiidae
Bentheuphausiidae is een familie van kreeftachtigen uit de klasse van de Malacostraca (hogere kreeftachtigen).

## Geslacht
- Bentheuphausia G.O. Sars, 1885